# 岡田駅 (香川県)
岡田駅（おかだえき）は、香川県丸亀市綾歌町岡田下にある、高松琴平電気鉄道琴平線の駅である。駅番号はK18。
途中下車指定駅である。

## 駅構造
島式1面2線のホームを持つ。駅舎はホーム西寄りの構内踏切を渡った線路南側にある。1991年にレオマワールドの開園に合わせて現在の位置に移転した（旧駅も島式1面2線のホームだった）。

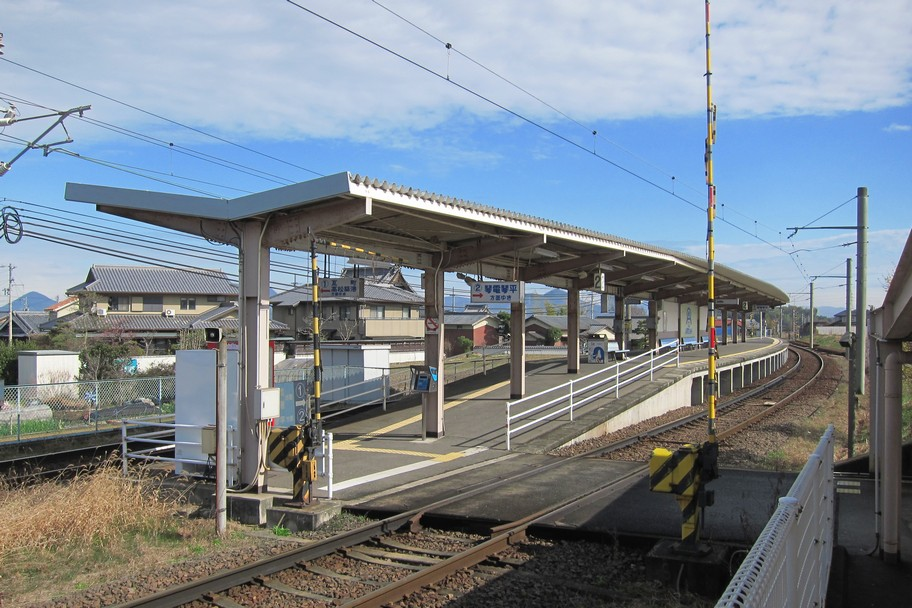
構内（2015年2月）

のりば
| 乗り場 | 路線    | 方向 | 行先                     |
| ------ | ------- | ---- | ------------------------ |
| 1      | ■琴平線 | 上り | 滝宮・瓦町・高松築港方面 |
| 2      | ■琴平線 | 下り | 琴電琴平方面             |

- 構内（2015年2月）

## 利用状況
各年度の1日平均乗車および乗降人員は下表のとおり。
| 年度   | 1日平均 乗車人員 | 1日平均 乗降人員 |
| ------ | ---------------- | ---------------- |
| 2004年 | 408              |                  |
| 2005年 | 383              |                  |
| 2006年 | 361              |                  |
| 2007年 | 281              |                  |
| 2008年 | 266              |                  |
| 2009年 | 224              |                  |
| 2010年 | 241              |                  |
| 2011年 | 242              | 483              |
| 2012年 | 247              | 492              |
| 2013年 | 256              | 511              |
| 2014年 | 253              | 505              |
| 2015年 | 265              | 532              |
| 2016年 | 262              | 522              |
| 2017年 | 264              | 526              |
| 2018年 | 254              | 507              |
| 2019年 |                  | 532              |
| 2020年 |                  | 410              |

## バス
- 丸亀コミュニティバス（琴参バスが受託運行）
  - 綾歌宇多津線（宇多津駅北口～丸亀駅前～琴電岡田駅前～湯舟道）
- 琴参バス
  - 島田・岡田線（坂出営業所～坂出駅前～川津～琴電岡田駅前～打越～ニューレオマワールド）
    - 日・祝日は全便運休。

なお、かつては当駅からニューレオマワールド行きの専用シャトルバスが運行されていたが、2006年9月1日より運休している。

## 駅周辺
- 国道32号
- 国道438号
- 香川県道47号岡田善通寺線
- 香川県道278号綾歌綾川線
- 丸亀警察署岡田駐在所
- 綾歌郵便局
- 丸亀市立岡田小学校
- 皿池
- ニューレオマワールド

## 歴史
- 1927年（昭和2年）3月15日 - 琴平電鉄の駅として開業。
- 1943年（昭和18年）11月1日 - 会社合併により高松琴平電気鉄道琴平線の駅となる。
- 1991年（平成3年）4月20日 - 旧レオマワールドの開園に伴い、236m琴電琴平方から移設。

## 隣の駅
高松琴平電気鉄道
■琴平線
栗熊駅（K17）- 岡田駅（K18） - 羽間駅（K19）